# Mattin
Mattin (* 1977 in Bilbao als Mattin Artiach) ist ein spanischer Improvisationsmusiker (Stimme, Computer) und Autor.
Mattin ist in Getxo aufgewachsen. Mit 18 Jahren zog er für einige Jahre nach London, um dort Bildende Kunst und Kunstgeschichte zu studieren. Seit 2001 legt Mattin Veröffentlichungen im Bereich der Noise- und Improvisationsmusik vor. Er war Mitglied von Bands wie Billy Bao, Deflag Haemorrhage / Haien Kontra, Josetxo Grieta, No More Music und Regler. Mit Eddie Prévost und Rosy Parlane bildete er das Trio Sakada.
Er hat mit Musikern und Künstlern wie Axel Dörner, Taku Unami, Emma Hedditch, Xabier Erkizia, Lene Grenager, Oren Ambarchi, Radu Malfatti, Tony Conrad, Taku Sugimoto, Matthew Bower, Philip Best, Manuel Mota, Ray Brassier und Junko gearbeitet. Grundsätzlich spricht er sich dafür aus, Musik nur spontan entstehen zu lassen und nicht zu bearbeiten. Teilweise ist bei seinen Aufnahmen auch die Interaktion zwischen den Musikern radikal reduziert.
Mattin ist zugleich als Autor hervorgetreten und hat insbesondere über Improvisation und Free Software geschrieben; dabei hat er gegen die Bedeutung des geistigen Eigentums argumentiert. Bisher hat Mattin mehr als 80 Alben auf verschiedenen Labels veröffentlicht. Auch betreibt er selbst die Label w.m.o/r, Free Software Series sowie das Netzlabel Desetxea. Gemeinsam mit Anthony Iles veröffentlichte er 2009 das Buch Noise & Capitalism. 2017 nahm er an der documenta 14 teil.

## Diskographische Hinweise
- Mattin/Prévost/Parlane: Sakada (w.m.o/r 02, 2001)
- Sakada: Undistilled CD Matchless Records (UK, 2002)
- Radu Malfatti, Klaus Filip, Mattin, Dean Roberts: Building Excess (Grob Records, 2004)
- Axel Dörner & Mattin: Berlin (Absurd Records/1000+1 Tilt, 2006)
- Mattin & Richard Francis: Lisa Says (aufabwegen, 2012)
- Mattin / Hong-Kai Wang: Collapsing Ourselves (Mount Analogue 2014)